# Ctenus insulanus
Ctenus insulanus är en spindelart som beskrevs av Bryant 1948. Ctenus insulanus ingår i släktet Ctenus och familjen Ctenidae. Inga underarter finns listade i Catalogue of Life.